# Eois obscura
Eois obscura är en fjärilsart som beskrevs av Paul Dognin 1909. Eois obscura ingår i släktet Eois och familjen mätare. Inga underarter finns listade i Catalogue of Life.